# Anthony Cheetham
Anthony Kevin Cheetham (Londres) é um cientista dos materiais britânico.
Entrou no St Catherine's College (Oxford) em 1965 paraestudar química, obtendo a graduação com um BA de primeira classe em 1969. Começou seu doutorado no Wadham College (Oxford) no mesmo ano, com a tese The Structures of some Non-stoichiometric Compounds, que defendeu em 1971. Após o doutorado tornou-se em lecturer no Lincoln College (Oxford). Em 1974 tornou-se o lecturer de cristalografia química, e em 1990 tornou-se reader em materiais orgânicos. Mudou-se para os Estados Unidos um ano depois para tornar-se professor de materiais e química na Universidade da Califórnia em Santa Bárbara, retornando ao Reino Unido em 2007 para tornar-se Goldsmiths' Professor of Materials Science na Universidade de Cambridge.

## Honrarias e prêmios
- 1982 Medalha Corday–Morgan da Royal Society of Chemistry
- 1988 Solid State Chemistry Award da Royal Society
- 1994 Eleito um membro da Royal Society
- 2008 Medalha Leverhulme da Royal Society